# Тестовская (Москва-Сити)
Те́стовская (Москва́-Си́ти) — остановочный пункт Белорусского направления Московской железной дороги и Белорусско-Савёловского диаметра в Москве.

## История
Платформа получила название по исторической местности Тестово. Местность, в свою очередь, была так названа по фамилии ресторатора И. Я. Тестова, который во второй половине XIX века поселил здесь цыганский хор. Изначальное название — Блок-пост 6 километр, переименована в Тестовскую не позднее 1949 года.
В 2011 году платформа была временно закрыта в связи со строительством транспортной развязки.
31 марта 2024 года платформа была переименована в Москва-Сити в рамках унификации названий в районе одноимённого делового центра, окончательное вступление в силу переименования для платформы МЦД-1, в связи со строительством новых платформ и отменой официальной бесплатной пересадки на станцию метро «Деловой центр» в ноябре 2022 года, отложено на срок до открытия новых платформ с переходом на МЦД-4 (ориентировочно весна 2026 года).

## Описание

### Расположение
Расположена на насыпи вблизи развязки Третьего транспортного кольца и Шмитовского проезда, выходы на Шмитовский проезд, Шелепихинский тупик и по подземному переходу на другую сторону Третьего транспортного кольца ко Второму Красногвардейскому проезду и к району Москва-Сити.
Расположена в границах станции Фили.
Рядом с платформой расположены Детская городская клиническая больница № 9 имени Г. Н. Сперанского, БЦ «Северная башня».

### Инфраструктура
Состоит из двух высоких боковых платформ, соединённых подземным переходом, через который ведёт единственный путь в Москва-Сити. Выходы расположены по торцам платформ.
Платформы оборудованы турникетами и билетопечатающими автоматами.

## Движение
На остановочном пункте останавливаются некоторые пригородные электропоезда, а также аэроэкспрессы Одинцово — аэропорт Шереметьево. Поезда дальнего следования, экспрессы РЭКС и ряд прочих пригородных электропоездов следуют через платформу без остановок.
Время движения с Белорусского вокзала — 9 минут. Относится к первой тарифной зоне.

## Наземный общественный транспорт
На этой станции можно пересесть на следующие маршруты городского пассажирского транспорта:

Также в пешей доступности от станции расположены зарядные станции маршрутов м31 и м32 электробуса и станции метро «Москва-Сити» и «Деловой центр»  Филёвской линии, «Деловой центр»  Солнцевской, «Шелепиха» и «Деловой центр»  Рублёво-Архангельской линии, а также станции «Шелепиха» и «Москва-Сити»  Московского центрального кольца.

## Перспективы развития
В перспективе платформа должна войти в транспортно-пересадочный узел из девяти станций, включая платформу «Москва-Сити» линии МЦД-4. В 2023 году началась реконструкция станции, действуют временные платформы; открытие обновлённых платформ состоится в 2026 году.

## Фотогалерея

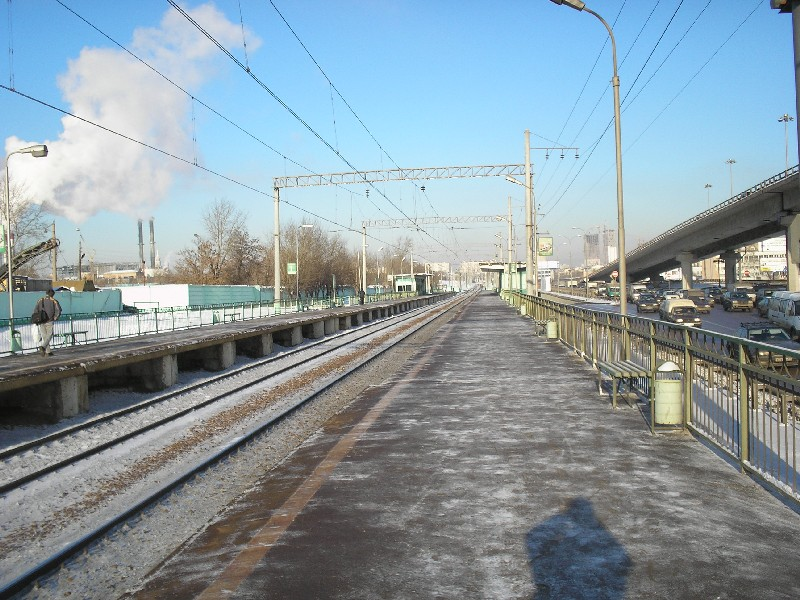
Вид на платформы до строительства эстакад, 2007 год
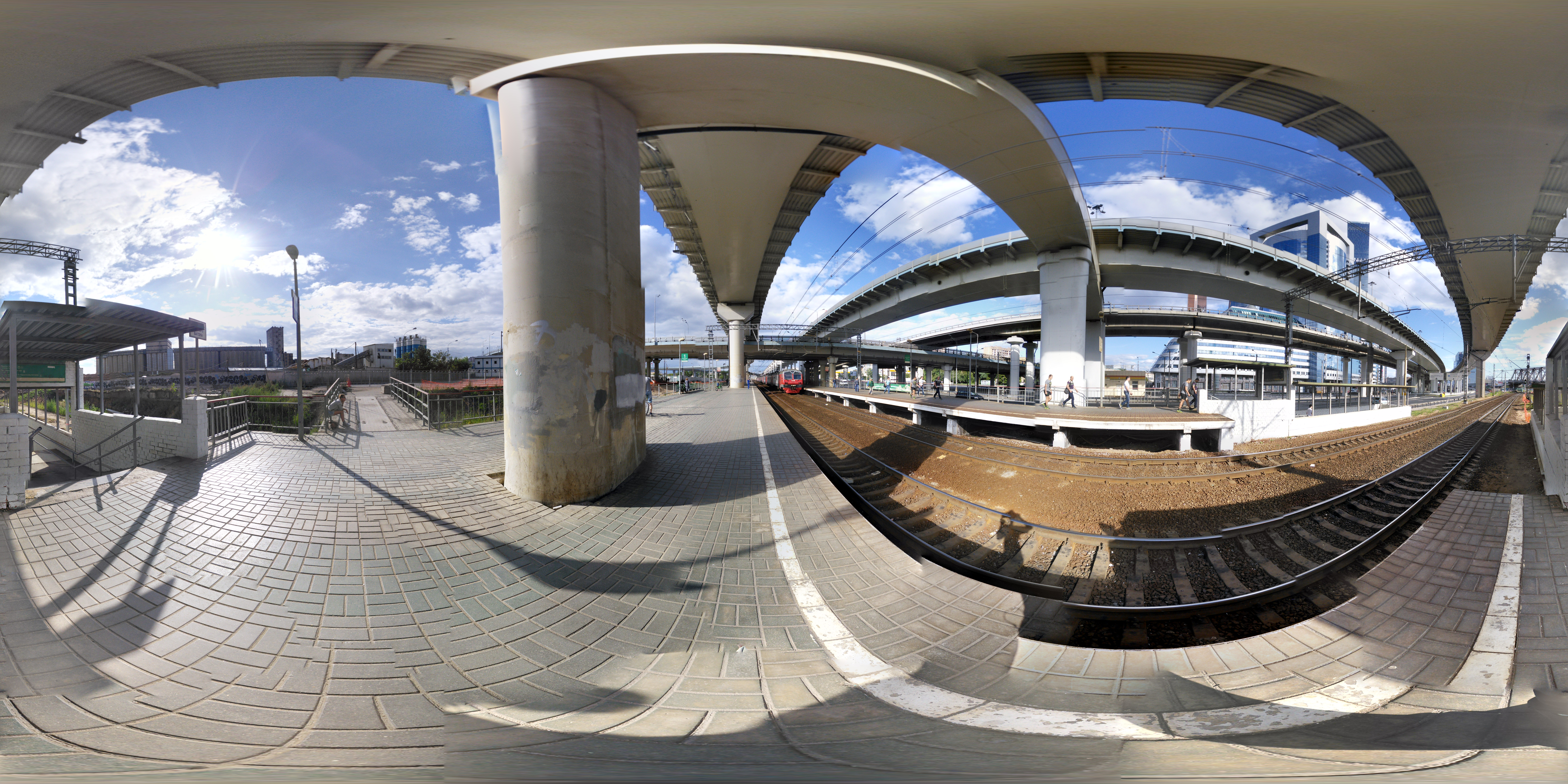
Панорама платформы, 2015 год
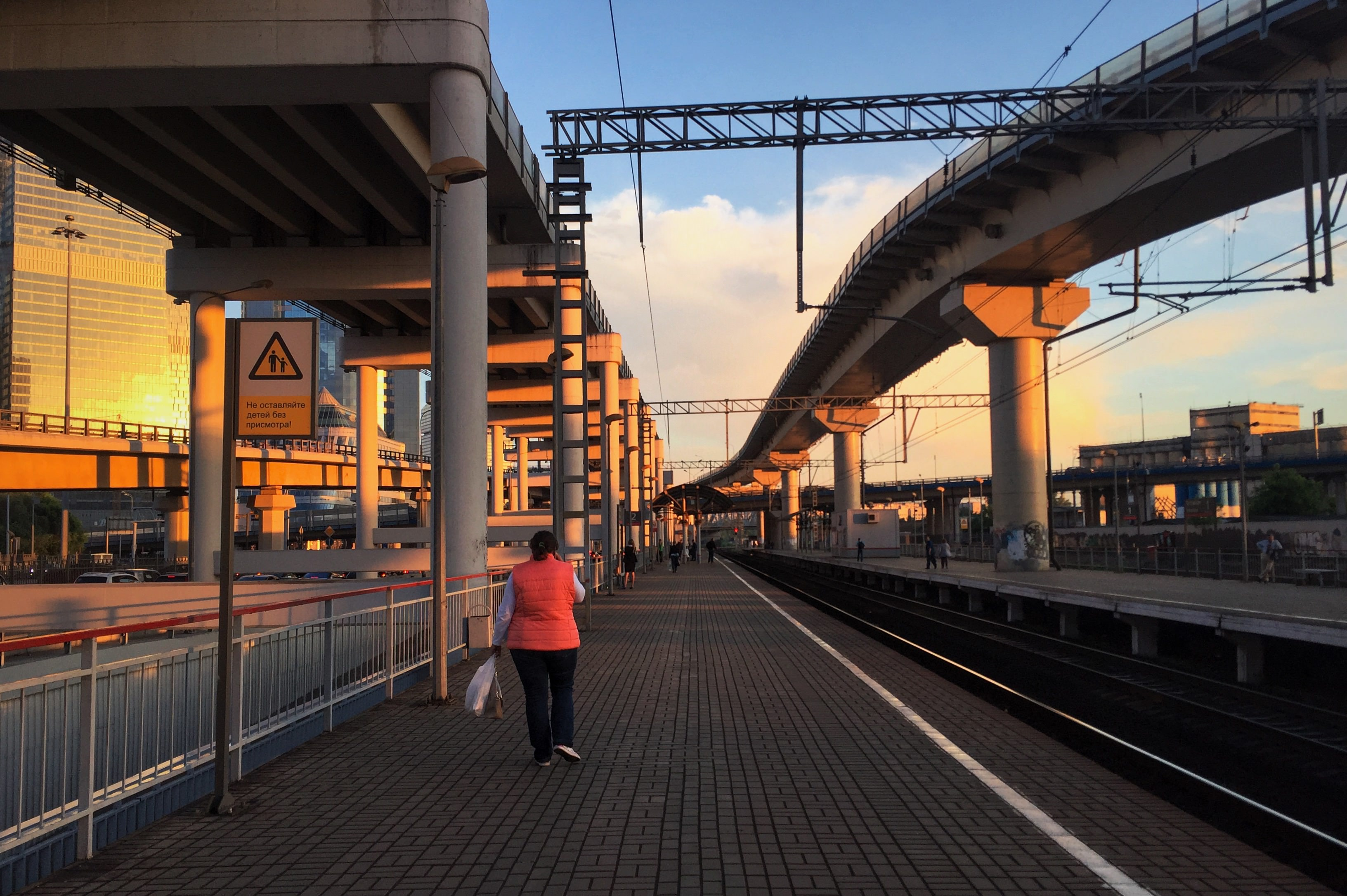
Вид на платформу, 2016 год